# Un pacco per te
Un pacco per te è un singolo del gruppo musicale italiano Il Pagante, in collaborazione con la cantante e ballerina italiana Lorella Cuccarini e pubblicato il 1º dicembre 2021 come terzo estratto dal terzo album in studio Devastante.

## Descrizione
Nel novembre del 2021 viene annunciata la pubblicazione di un nuovo singolo da parte del trio musicale, seguita poi il 25 dello stesso mese dalla notizia del featuring con Lorella Cuccarini. Il brano viene pubblicato il 1º dicembre sulle piattaforme digitali e il 3 dicembre nelle stazioni radiofoniche su licenza dell'etichetta discografica Believe, anticipando l'uscita del terzo album in studio Devastante.

## Video musicale
Il video, registrato nel mese di novembre, mostra una scena iniziale in cui le due cantanti del collettivo trovano sotto l'albero di Natale un biglietto per un viaggio verso la città di New York, mentre Eddy Veerus è destinato a un corso. Lorella Cuccarini appare nelle locandine promozionali della città statunitense e in quella milanese.
Il gruppo musicale ha presentato il brano in occasione della puntata del 12 dicembre 2021 della trasmissione Amici di Maria De Filippi, insieme alla Cuccarini, giudice del programma.

## Accoglienza
Cristiana Mariani per Il Giorno scrive sul brano: «Un ritornello che entra in testa e che sicuramente rappresenta, seppur in maniera decisamente dissacrante, lo spirito natalizio per milioni di italiani. [...] Un brano che sui social network sta spopolando, anche e soprattutto per la presenza di Lorella Cuccarini. Che, come è avvenuto per Orietta Berti in "Mille", rappresenta il vero motivo per cui ascoltare un brano che altrimenti non lascerebbe di certo il segno. "Un pacco per te" ha del "già sentito" praticamente in ogni sua parte, compreso un micro accenno nell'ultima parte alla suggestione di "Total eclipse of the heart"». Il sito themillenial.it in un articolo di Stiben Mesa Paniagua afferma come sia «di gradevole ascolto».

## Tracce
1. Un pacco per te – 2:50

## Formazione
Gruppo
- Roberta Branchini - voce
- Federica Napoli - voce
- Eddy Veerus - voce

Altri musicisti
- Lorella Cuccarini - voce aggiuntiva

## Classifiche
| Classifica (2021) | Posizione massima |
| ----------------- | ----------------- |
| Italia            | 81                |